# Night Dubbing
Albums de Imagination
In the Heat of the Night
(1982) Scandalous
(1983)
Night Dubbing est le troisième album du groupe britannique de soul-dance Imagination, produit par Steve Jolley and Tony Swain et sorti en 1983. L'album est constitué de dub remix de pistes provenant des deux premiers albums Body Talk et In the Heat of the Night.

## Liste des pistes
Toutes les pistes sont composées par Steve Jolley, Tony Swain, Leee John, Ashley Ingramand et Errol Kennedy.
1. "Music and Lights" 5:35
2. "Flashback" 4:50
3. "Just an Illusion" 6:37
4. "So Good, So Right" 4:37
5. "Burnin' Up" 4:52
6. "Heart 'N Soul" 4:09
7. "Changes" 6:27
8. "Body Talk" 4:46